# 9 a 1/2 týdne
9 a 1/2 týdne (anglicky: 9 1/2 Weeks, také Nine 1/2 Weeks) je americký film natočený v roce 1986. Režisérem filmu byl Adrian Lyne, scénář napsali Patricia Louisianna Knop, Zalman King a Sarah Kernochan. Předlohou byla memoárová kniha od rakousko-americké spisovatelky Ingeborg Day z roku 1978. Hlavní role ve filmu hrají Kim Basinger jako Elizabeth McGraw a Mickey Rourke jako John Gray. Film byl dokončen již v roce 1984, ale k promítání byl uvolněn v únoru 1986.
V samotných Spojených státech amerických nebyl film příliš komerčně úspěšný, úspěch zaznamenal v celosvětovém měřítku, kde je dodnes dobře znám pro svůj neskrývaný erotický obsah s prvky BDSM, kandaulismu, ménage à trois, sadomasochismu a voyeurismu.
K tomuto filmu bylo v roce 1997 natočeno pokračování pod názvem Another 9½ Weeks a v roce 1998 prequel pod názvem The First 9½ Weeks.

## Děj

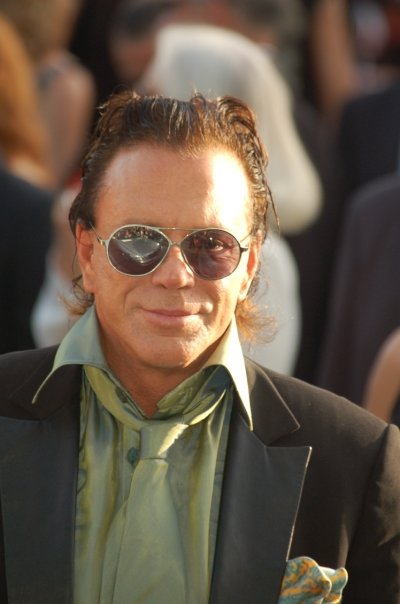
Mickey Rourke (2007)

Samotný název filmu upřesňuje dobu trvání vztahu mezi Johnem Grayem, arbitrem na Wall Street, a Elizabeth McGraw, rozvedenou třicátnicí a zaměstnankyní galerie v SoHo. John iniciuje různé sexuální experimenty a praktiky, které má pak pod svou plnou kontrolou. Tím posouvá její (Elizabethiny) hranice a ona se dostává do sestupné emocionální spirály, která vede k jejímu úplnému emocionálnímu zhroucení.

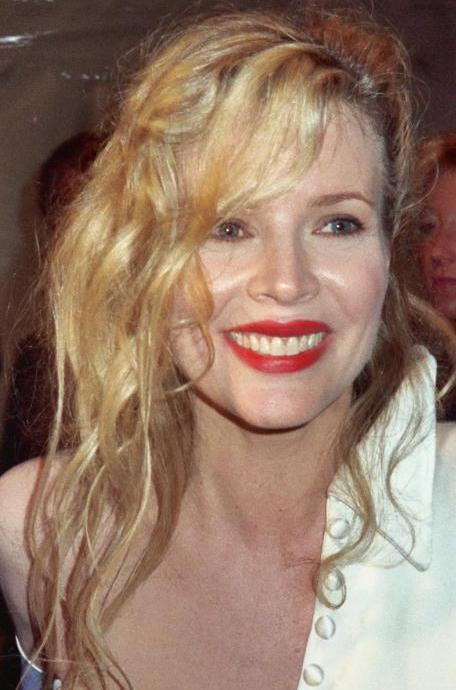
Kim Basinger (1990)

Elizabeth poprvé vidí Johna v New Yorku u čínského obchodníka s potravinami a později na pouličním bazaru, kde se rozhoduje, zda si má koupit šálu, která je pro ni drahá. John šálu koupí a věnuje ji Elizabeth. Tím si získá její pozornost a srdce. Začnou spolu chodit a Elizabeth je stále více vystavena Johnovým behaviorálním zvláštnostem; např. když jí při milování zaváže oči. Ona zpočátku jeho sexuálním přáním odolává, ale postupně jim podléhá. On jí dává drahé zlaté hodinky, se slovy, že každý den v poledne si musí představit, jak se jí dotýká. Ona jeho přání respektuje a posune jej dál tím, že v určeném čase masturbuje na svém pracovišti v galerii.
Elizabeth chce Johna zapojit do svého života a seznámit jej se svými přáteli, ale on jí říká, že chce být večer a v noci s ní, a že může své přátele vídat jen přes den, kdy on je v práci.
John nechává Elizabeth samotnou ve svém apartmá, která je z toho, co tam zjistí, zmatená. Když si prohlíží jeho šatník, najde fotografii Johna s nějakou ženou, která se jmenuje April Tover. Když se jí pak John zeptá, zda si prohlížela jeho věci a ona po pravdě odpoví, John jí sdělí, že ji potrestá. Jejich následná hádka se změní v sexuální potyčku, kdy na ni John tlačí, aby se vzdala, s čímž s blaženým pocitem souhlasí. Jejich sexuální poměr narůstá, že začnou podnikat intimnosti i na různých veřejných místech.

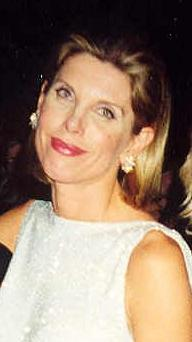
Christine Baranski (1997)

Elizabethina potřeba po psychosexuálním vzrušení ji přinutí jít za Johnem do kanceláře. Když spolu obědvají, ona se zmíní, že by chtěla být „také jednou klukem", John aranžuje setkání, kdy ona přijde převlečena za muže. Při odchodu z firmy si je spletou dva homofobní muži, kteří si myslí, že Elizabeth a John jsou gayové. Dojde k potyčce. Elizabeth zvedne ze země nůž jednoho z útočníků a druhého z nich bodne do zadku, oba útočníci uprchnou. Když je po boji, Elizabeth ukáže Johnovi bývalý vodní rezervoár, kde se pak spolu vášnivě pomilují. Při následném setkání Johnovy sexuální hry získávají mnohem více sadomasochistických prvků.
Namísto prostého uspokojení nebo sexuálního naplnění tyto nové zkušenosti zesilují Elizabethinu zranitelnost. John se sejde s Elizabeth v hotelovém pokoji nízké úrovně a zaváže jí oči. Do místnosti vstoupí prostitutka, která začne Elizabeth hladit, John je pozoruje. Prostitutka sundá šátek z jejich očí a začne uspokojovat Johna. Toto Elizabeth citově zasáhne a uteče z hotelu, John ji pronásleduje. Utíkají, dostanou se do míst, která jsou určena jen k zábavě pro dospělé. Elizabeth vstoupí do místnosti, kde se skupina mužů dívá na pár, který spolu souloží. Elizabeth, viditelně dosti naštvaná, si všimne, že ji John pozoruje a políbí muže, který stojí vedle ní. To je impulzem pro Johna, který jde k ní. O chvilku později jsou John a Elizabeth spolu a ocitají se ve vzájemném objetí.
Elizabethina práce na výstavě děl umělce Farnswortha je u konce, ale je zcela jasné, že Elizabeth je emocionálně nestabilní. Farnsworth se na párty necítí příjemně, sleduje Elizabeth, která je v rohu místnosti a pláče. Elizabeth odchází z večírku a volá Johnovi.
Následující ráno je zřejmé, že Elizabeth strávila noc u Johna. Vstane a pomalu si sbalí věci, které si k němu přinesla ze svého bytu. Když si John uvědomí, že odchází, pokouší se s ní podělit o něco ze svého života. Když Elizabeth odchází z bytu, řekne mu, že už je příliš pozdě. John začne v duchu počítat do 50 a doufá, že se vrátí než dopočítá.

## Předloha filmu
Viz článek: 9 1⁄2 týdne.
Předlohou filmu byla kniha od Elizabeth McNeill Nine and a Half Weeks: A Memoir of a Love Affair, která v češtině vyšla pod názvem 9 1⁄2 týdne v roce 1991, pod názvem Devět a půl týdne v roce 2011 (tištěná, ekniha).

## Obsazení filmu

### Herci
| Mickey Rourke      | John Grey, burzovní arbitr   |
| Kim Basinger       | Elizabeth McGraw, galeristka |
| Margaret Whitton   | Moly, kamarádka Elizabeth    |
| David Margulies    | Harvey                       |
| Christine Baranski | Thea                         |
| Karen Young        | Sue                          |
| William De Acutis  | Ted                          |
| Cintia Cruz        | prostitutka                  |
| Dwight Weist       | Farnsworth                   |
| Roderick Cook      | Sinclair, kritik umění       |
| Victor Truro       | zákazník v galerii           |
| Justine Johnston   | prodavačka                   |
| Kim Chan           | řezník                       |
| Lee Lai Sing       | nepojmenovaná role           |
| Rudolph Willrich   | nepojmenovaná role           |
| Jeff Severson      | nepojmenovaná role           |

### Další role ve filmovém štábu
| Architekt         | Ken Davis                                         |
| Kostýmy           | Bobbie Read                                       |
| Vedoucí produkce  | Keith Barish, Robert E. Relyea, Richard Northcott |
| Vedoucí producent | Frank Konigsberg                                  |

## Uvedení filmu

### Kino
Film měl premiéru 21. února 1986 v USA. V ČSFR byl uveden do kin 1. dubna 1991.

### Box office
Film debutoval v prvním týdnu jako jednička v tržbách na pokladnách ve výši 328.804 USD z 28 kin v USA. Celkové domácí tržby byly 6.735.922 USD. Celkové příjmy z filmu, vč. prodeje nosičů s filmem byly ve výši 100 milionů USD.

### VHS
Distribuce: Bonton Home Video
Premiéra v půjčovnách: 1. leden 1995
Prodej: 5. červen 1995

### DVD
V roce 1998 vydal Warner Bros DVD disk se 117 minutami nezkrácené a necenzurované verze. Na disku byl rovněž oficiální trailer.
Premiéra v půjčovnách: 8. březen 2002
Zvuk: anglicky (5.1)
Obraz: 2,35:1
Titulky: česky, dánsky, anglicky, finsky, maďarsky, islandsky, norsky, polsky, portugalsky, švédsky

### Blu-ray
V roce 2012 byl film vydán na Blu-ray.

### Televize ČR
V televizi byl film uveden: 31. prosince 2000 na TV Prima, 11. února 2003 na TV Nova.

## Hudba
Skladbu „This City Never Sleeps", nahrála skupina Eurythmics.

### Singl
Hlavní singl byl vydán pod názvem 9 1/2 Weeks: Original Motion Picture Soundtrack, kde píseň „I Do What I Do" byla nahrána basovým kytaristou Johnem Taylorem ze skupiny Duran Duran. Byl to jeho první sólový výstup v kariéře u Duran Duran. Píseň se umístila na 23. místě na Billboard Hot 100 a 42. místě v UK Singles Chart. Hudba byla napsána Johnem Taylorem a Jonathanem Eliasem. Původní hudbu pro film napsal Jack Nitzsche, ale jeho skladby nebyly součásti soundtracku.
Zvukový doprovod také obsahoval skladby od: Luba, Bryan Ferry, Dalbello, Corey Hart, Joe Cocker „You Can Leave Your Hat On", Devo, Eurythmics a Stewart Copeland. Dále reggae píseň „Savior" od Winstona Grennana a píseň „Arpegiator" od Jeana Michela Jarreho, která se hrála během sexuální scény v dešti na schodech.

## Hodnocení filmu

### Kritika
Film měl na Rotten Tomatoes hodnocení 64 % na základě 22 recenzí.
Film obhajovali někteří kritici. Roger Ebert dal tomuto filmu tři a půl hvězdy ze čtyř, a řekl: „Úspěch filmu 9 1⁄2 týdne je v tom, že Rourke a Basinger hrají své postavy přesvědčivě, jako by skutečně měli vztah." Detailně rozebral film, a řekl, že jejich vztah byl uvěřitelný a na rozdíl od mnoha jiných postav, v jiných erotických filmech té doby, jejich postavy v tomto filmu byly mnohem více reálné a lidské. Na Moviefone.com film hodnotil 88 %.
Julie Salamon, z Wall Street Journal, hodnotil film 60 %. Jak řekl: „Film, který zůstane krásný pohled, ale bezduchý, jako bezvadná koketa. Ale přece 9 1/2 týdne není film o mluvení. Není to o sadomasochismu. Není to ani o sexu. Je to o dobrém podívání."
Boston Globe napsal: „Tento film je poněkud jednoduchý příběh, kde Rourke a Basinger hrají dosti přesvědčivě, film dosahuje svého vrcholu díky zářivé práce režiséra Adriana Lyne. Ale není to vůbec škaredé."
Postupem času se někteří kritici vyjadřovali k filmu kladně a stejně diváci, kteří si film oblíbili ve videopůjčovnách. V Evropě se filmu vedlo nejlépe v Itálii a Francii, dále pak v Latinské Americe. Jeho úspěch ve Francii byl tak silný, že se hrál po dobu pěti kinech v Paříži, kde vydělal přibližně 100 milionů dolarů. V Brazílii, v São Paulu se film hrál 30 měsíců v kultovním filmovém domě Cine Belas Artes od roku 1986 do roku 1989.

### Ocenění

#### Zlatá malina
Film byl v roce 1986 nominován na ocenění Zlatá malina ve třech kategoriích:
- Nejhorší herečka: Nominována byla Kim Basinger, která prohrála s Madonnou (Šanghajské překvapení).
- Nejhorší titulní píseň: Nominována byla „I Do What I Do" od Jonathana Eliase, Johna Taylora, Michaela Des Barresa, která prohrála s „Love or Money" od Under the Cherry Moon.
- Nejhorší scénář: Nominováni byli Patricia Louisianna Knop, Zalman King, Sarah Kernochan, kteří prohráli se scenáristy Kačer Howard (anglicky Howard the Duck) Willardem Huyckem a Gloriou Katz.[25]

#### Home video
Film byl populární v segmentu home video, kde se Kim Basinger i Mickey Rourke stali velkými hvězdami.

#### Americký filmový institut
Film byl nominován Americkým filmovým institutem:
- 2002: AFI's 100 Years...100 Passions – Nominace[26]

### Festivaly
Film byl v roce 2009 promítán na 17. ročníku festivalu ArtFilmFest.

## Filmové deriváty

### Pokračovaní filmu (Sequel)
V roce 1997 bylo natočeno pokračování filmu. V USA byl film uveden pod názvem Another 9 1⁄2 Weeksref name=":0" />, na jiných trzích jako Love in Parisref name=":0" />, v ČR jako 9 a 1/2 týdne II. Ve filmu hrál Mickey Rourke a Angie Everhart, režisérkou byla Anne Goursaud. Film vyšel jen na digitálním nosiči (direct-to-video), nebyl veřejně promítán.

### Děj před hlavním filmem (Prequel)
V roce 1998 byl uveden prequel hlavního filmu 9 1/2 Weeks. Tento prequel se jmenoval The First 9 1⁄2 Weeksref name=":2" />. Ve filmu hráli Paul Mercurio a Clara Bellar, režisérem byl Alex Wright. Film vyšel jen na digitálním nosiči (straight-to-video), nebyl veřejně promítán.

### Parodie
Parodie, na film 9 1/2 Weeks, pod názvem 9 1⁄2 Ninjas měl premiéru v roce 1991.

## Kulturní dopad
Film byl inspirací pro K-popovou zpěvačku Sunmi pro vydání její písně „Heroine" v roce 2018.

## Zajímavosti
- Film byl pojmenován podle knihy 9 1/2 týdne, původně se přemýšlelo nad názvem „4 dny v únoru".[9]
- Kniha 9 1/2 týdne byla napsána v první osobě, v téměř autobiografickém tónu. Autorka knihy Elizabeth McNeill byl pseudonym Ingeborg Day.[5] Kniha byla natolik kontroverzní, že studio Tri-Star Pictures, které mělo film původně produkovat, se tři dny před zahájením natáčecích prací, v roce 1984, od projektu distancovalo.[9] Film byl již před zahájením natáčení senzací. Překvapením bylo, že nenabídl žádné exponované sexuální scény, takže nešlo o tvrdý erotický film. Film byl kultivovaný a rafinovaný. Celým příběhem prochází vysoké citové napětí, jemné násilí, oděné do neodolatelného úsměvu a něhy obou protagonistů.[9]
- Režisér Adrian Lyne počítal původně s Jacqueline Bissetovou a Samem Shepardem, ale později se jako ideální ukázali Kim Basingerová a Mickey Rourke.[9]
- Režisér během natáčení držel herce od sebe, aby spolu nemohli hovořit. Také Kim Basinger neříkal, zda hraje dobře, nebo špatně, protože ji nechtěl znervóznit. Stávalo se, že Kim Basinger byla sama překvapená tím, jak se scéna vyvíjí, protože Mickey Rourke začal dělat věci, o kterých netušila, že jsou ve scénáři.[30]
- Vztahy během natáčení nebyly ideální: Kim Basinger neměla moc v oblibě svého filmového partnera, protože byl cítit alkoholem a cigaretami[30]. Mickey Rourke a Adrian Lyne se vzájemně v tisku osočovali i po skončení natáčení.[9] Přes všechny rozepře byl film dotočen.[9]
- Než se Elizabeth seznámí s Johnem, nosí bílé nebo barevné oblečení, když je pak ve vztahu s Johnem, nosí černé nebo šedé.[30] V knize je Elizabeth zaskočena tím, že John má oblečení jen v několika barvách (černá, bílá) a ve stejných střizích.[6]
- Jedna z variant zakončení filmu byla, že si Elizabeth a John vezmou před spaním velkou dávku léků na spaní. John měl svou dávku léků vyměnit za vitamíny a Elizabeth měl nechat její původní, čímž by spáchala sebevraždu.[30]
- V některých sexuálních scénách byly pro roli Elizabeth použity dablerky.[30]
- Na moviefone.com, v květnu 2008, se Kim Basinger a Mickery Rourke v hodnocení 25 nejvíce sexy filmových párů (anglicky Moviefone Lists the Top 25 Sexiest Movie Couples) umístili na 1. místě.[20][30]